# 哈奇塔 (新墨西哥州)
哈奇塔（英語：Hachita）是位於美國新墨西哥州格蘭特縣的普查規定居民點。

## 人口
根據2020年美國人口普查的數據，哈奇塔的面積為1.15平方千米，皆為陸地。當地共有人口52人，而人口密度為每平方千米45.22人。